# 먹술단
《먹술단》은 대한민국의 케이블 방송 채널인 MBC every1에서 방영된 텔레비전 프로그램이다.

## 진행자
- 김준현
- 덱스
- 다영 (우주소녀)